# 사우로파가낙스
사우로파가낙스는 쥐라기 후기 아메리카의 모리슨층에서 발견된 용각류 공룡이다. 이전에 일부 고생물학자들은 사우로파가낙스를 알로사우루스속의 한 종으로 생각하였지만, 2024년에 재검토를 통해 모식표본을 포함한 일부 표본은 디플로도쿠스과 용각류의 것으로 재분류되었고, 알로사우루스과의 것으로 여겨지는 일부 표본들은 알로사우루스의 새로운 종으로 분류되었다.